# Odbor za kulturo, šolstvo, mladino, znanost in šport Državnega zbora Republike Slovenije
Odbor za kulturo, šolstvo, mladino, znanost in šport je bivši odbor Državnega zbora Republike Slovenije.

## Sestava
3. državni zbor Republike Slovenije
- izvoljen: 21. november 2000
- predsednik: Rudolf Moge
- podpredsednik: Vojko Čeligoj, Peter Levič
- člani: Richard Beuermann, Slavko Gaber, Ljubo Germič, Roman Jakič, Jožef Kavtičnik, Lidija Majnik, Tone Partljič, Majda Širca, Jožef Školč, Janez Cimperman, France Cukjati, Franc Pukšič, Jože Tanko, Samo Bevk, Silva Črnugelj, Majda Potrata, Janez Podobnik, Vili Trofenik, Ivan Mamić, Marija Ana Tisovic, Bogdan Barovič, Maria Pozsonec